# 9 Eskadra Pilotażu Podstawowego Oficerskiej Szkoły Lotniczej nr 5

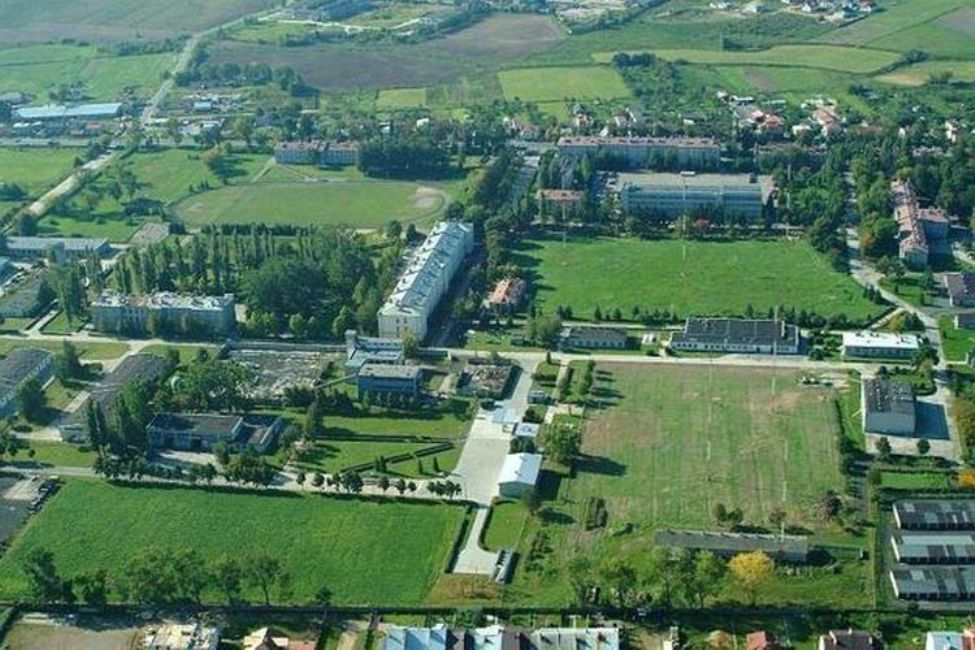
Widok współczesny na obiekt koszarowy byłego 64 LPS

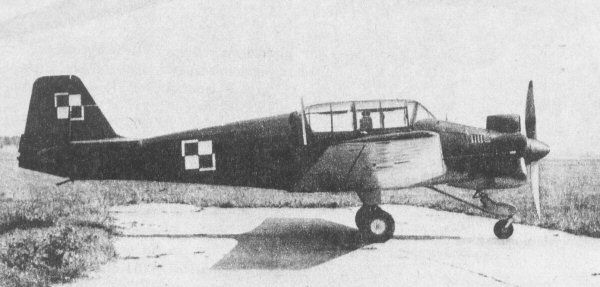
LWD Junak

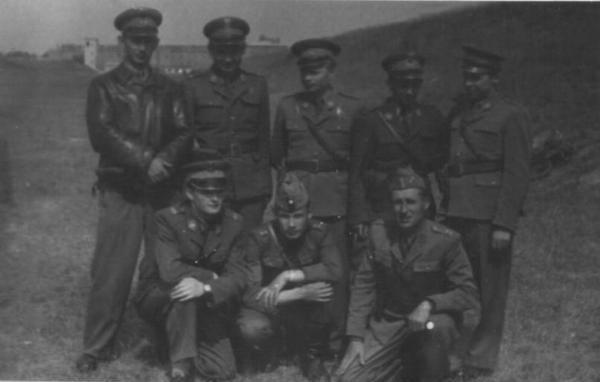
Kadra eskadry na strzelnicy

9 Eskadra Pilotażu Podstawowego Oficerskiej Szkoły Lotniczej nr 5 (9epp OSL-5) – pododdział wojsk lotniczych.

## Historia – formowanie, zmiany organizacyjne
4 lipca 1952 rozkazem ministra obrony narodowej nr 053/org została sformowana 5 Eskadra Wyszkolenia Podstawowego Oficerskiej Szkoły Lotniczej nr 4 z miejscem bazowania w Krzewicy. 4-5 czerwca 1954 eskadra została przekazana z OSL-4 do OSL-5 w Radomiu, przyjmując nazwę 8 Eskadra Szkolna. We wrześniu 1954 eskadra zmieniła dyslokację i została przebazowana na lotnisko Przasnysz; otrzymała zadanie szkolenia podchorążych w zakresie pilotażu podstawowego na nowszych samolotach szkolnych typu Junak-3.
W lutym 1955 przemianowano eskadrę na 9 Eskadrę Pilotażu Podstawowego OSL-5. 5 lutego 1958 jednostka weszła (wraz z 8 epp) w skład utworzonego w Przasnyszu - 64 Pułku Szkolnego OSL nr 4.

## Dowódcy eskadry 1952-1958
- por. pil. Andrzej Adamczuk (1952-1954)[7] [5]
- mjr pil. Kazimierz Ciepiela (1954 -1955)[5][8]
- kpt. pil. Aleksander Topolnicki (1955-1957)[5]
- kpt. pil. Leszek Jaworski (1957-1958)[5][9][10]

## Samoloty
Na wyposażeniu eskadry były samoloty:
- UT–2→?
- Po–2→?
- Junak–2 →8
- Junak–3 →14

## Źródła nieweryfikowalne
9 eskadra została opisana w archiwach wojskowych:
- Kronika Oficerskiej Szkoły Lotniczej nr 5 w Radomiu